# Teatro San Jorge
El teatro San Jorge es un edificio ubicado en el centro de Bogotá, en el cual durante el siglo XX se proyectaron películas de cine. Fue diseñado por el arquitecto Alberto Manrique Martín e inaugurado en 1938 al oriente de la localidad de Los Mártires. En la actualidad subsiste la fachada de estilo art decó, pues el interior fue alterado en 1999.

## Historia
El proyecto del teatro San Jorge nació del empresario Jorge Enrique Pardo, quien contactó con el ingeniero y arquitecto Alberto Manrique Martín para que desarrollara los planos del edificio. La obra comenzó en 1936 y fue culminada en 1938. 
El edificio contaba con un vestíbulo que conducía a la platea en forma de semicírculo. En el segundo piso se encontraba un salón de té, un bar y un balcón.
Su fachada está compuesta por tres cuerpos, de los cuales dos son torres situadas en sus costados norte y sur, las cuales se proyectan un par de metros con respecto a la central. En esta se encuentran diferentes altorrelieves, en uno de los cuales aparece San Jorge, cuya figura también se encontraba en los billetes de las funciones presentadas en el teatro.
El inmueble fue adquirido en diciembre de 2014 por la Alcaldía a través del Instituto Distrital de las Artes.